# Guillaume Koffi
Guillaume Koffi, né à Gagnoa le 12 janvier 1959, est un architecte ivoirien. 
Basé à Abidjan, son cabinet, Koffi & Diabaté Architectes, fondé avec l’architecte Issa Diabaté, est concepteur notamment du siège de la Craee Uemoa, de l’Hôtel Onomo, de l’Immeuble Carbone, du Complexe Immobilier Green, des Résidences Chocolat des sièges d’Orange et de la Bridge Bank, en Côte d'Ivoire.

## Biographie
Né à Gagnoa le 12 janvier 1959, ville du centre ouest de la Côte d’Ivoire, d’un père sous-préfet, fonctionnaire de l’administration coloniale et d’une mère assistante sociale, Guillaume Koffi commence ses études d’architecture à la faculté de la Cambre, à Bruxelles. En juin 1984, il obtient son diplôme de l’École spéciale d'architecture à Paris. Il crée son cabinet « Sau Guillaume Koffi » en 1995. En 2001, il s’associe avec Issa Diabaté pour fonder Koffi & Diabaté Architectes. 
Guillaume Koffi a été le Président de l’Ordre national des architectes de Côte d'Ivoire de février 2006 à 2014. Il est à l’initiative du Salon de l’Architecture et du Bâtiment de Côte d’Ivoire, « Archibat » qui se tient tous les deux ans à Abidjan – un projet visant à éveiller les consciences des professionnels et des populations sur l’importance de l’architecture face au défi de l’urbanisation. Nommé Conseiller économique et social en 2015, Guillaume Koffi est également Chevalier de l’Ordre national et Chevalier de l’Ordre du mérite culturel. Il est membre de l'Académie des sciences, des arts, des cultures d'Afrique et des diasporas africaines (ASCAD). 

## Principales réalisations
- 1992 : Supermarché Prima, Abidjan, Côte d’Ivoire
- 1994 : Bceao, Daloa, Côte d’Ivoire
- 1998 : Grande Mosquée du Plateau, Abidjan, Côte d’Ivoire
- 2002 : Immeuble Crrae Uemoa, Abidjan, Côte d’Ivoire
- 2003 : Immeuble Trillenium, Dakar
- 2004 : Empire Apartments, Addis Abeba, Éthiopie
- 2008 : Immeuble GML, Libreville, Gabon
- 2010 : Villas Cacao, Abidjan, Côte d’Ivoire - Projet Koffi & Diabaté Développement
- 2014 : Complexe Immobilier Green : Projet de construction d’un complexe immobilier mixte comprenant des immeubles d'appartements, des villas et un bâtiment à usage commercial, à Abidjan
- 2016 : Les Résidences Chocolat : Cet éco-quartier, avec 32 logements sur une surface globale d'1 100 ha, s'appuie sur les notions de densification et de mutualisation des espaces. Une large superficie (57% ) est dédiée aux espaces verts et piétonniers, tout en favorisant une végétation abondante qui protège les habitations du soleil et crée un microclimat.

## Réalisations Assinie-Mafia
Envisagé comme une sorte de laboratoire de développement durable et local, le site d'Assinie-Mafia est le lieu de construction de plusieurs projets construits avec des matériaux issus de l’environnement ivoirien (bois, bambou, argile), tenant compte des économies d’énergies, favorisant la lumière naturelle et la ventilation croisée pour optimiser les conditions de confort de l’habitat. 
- 2009 : Maison-Bois
- 2004 : Pavillon Ebrah
- 2006 : Église d’Assinie Mafia
- 2012 : Pavillon Bambou
- 2015 : Pavillon Camélia